# Шайморданов, Галим Шайморданович
Галим Шайморданович Шайморданов (Шаймарданов) (1917—2003) — советский работник приборостроительной промышленности, Герой Социалистического Труда.

## Биография
Родился 20 марта 1917 года в селе Сатышево, ныне Сабинского района Татарстана.
После окончания школы в 1931 году стал учиться в Больших Сабах в школе по подготовке квалифицированных рабочих. Получив специальность слесаря, в 1935 году Шайморданов стал слесарем-сборщиком Казанского завода пишущих устройств, на котором проработал всю жизнь.
В 1939 году был призван в Красную армию. Воевал с начала Великой Отечественной войны, став рядовым. Был участником обороны Москвы. Войну закончил на Эльбе, на фронте получил тяжелую контузию.
Демобилизовавшись в 1946 году, вернулся на родной завод и стал работать слесарем-механиком. До войны был стахановцем, а после войны одним из первых на предприятии стал ударником коммунистического труда. За отличное качество производимой продукции Шайморданов получил право работать с личным клеймом. Занимался рационализаторством, обучал учеников.
Умер в 2003 году, похоронен в Казани.

## Награды
- В 1977 году Г. Ш. Шайморданову было присвоено звание Героя Социалистического Труда с вручением ордена Ленина.
- Также награждён орденами «Знак Почета» (1966) и Октябрьской Революции (1971), многими медалями, в числе которых «За доблестный труд. В ознаменование 100-летия со дня рождения В. И. Ленина».